# Arròs amb bledes
L'arròs amb bledes, també anomenat arròs amb banderetes o arròs en bledes (castellà: arroz con acelgas, olla de berzas o olla de ayuno) és un plat tradicional valencià. És un arròs caldós preparat amb creïlla, bledes i fesols blancs encara que segons la comarca també s'hi poden afegir caragols, abadejo salat o inclús corder, com a la Marina Alta.
Com no conté cap producte carni és un plat tradicionalment consumit a la quaresma.

## Plats derivats
A la comarca dels Serrans és tradicional un plat anomenat rin-ran que consistix en una espècie de saltat preparat amb les restes sobrants de l'arròs amb bledes a les quals se li afegixen ous durs, abadejo salat i oli d'oliva.